# Splash Me Nicely
Splash Me Nicely è un cortometraggio muto del 1917 diretto da W.P. Kellino.

## Produzione
Il film fu prodotto dalla Homeland.

## Distribuzione
Distribuito dalla Globe, il film - un cortometraggio in due bobine - uscì nelle sale cinematografiche britanniche nel luglio 1917.